# Marcin Januszkiewicz
Marcin Januszkiewicz (ur. 20 marca 1987 w Piotrkowie Trybunalskim) – polski aktor, piosenkarz, autor tekstów piosenek i kompozytor.

## Wykształcenie
Ukończył II Liceum Ogólnokształcące w Piotrkowie Trybunalskim oraz studia na Wydziale Aktorskim Akademii Teatralnej im. A. Zelwerowicza w Warszawie (2010).

## Kariera teatralna
Rozpoczynał karierę na deskach akademickiego teatru Collegium Nobilium, można go było ujrzeć, np. w sztuce Opowieści Lasku Wiedeńskiego Ödöna von Horvátha czy Chopin w Ameryce.
W latach 2010–2012 związał się z Teatrem Współczesnym w Warszawie, gdzie występował m.in. w spektaklach Moralność pani Dulskiej Gabrieli Zapolskiej oraz Hamlet Williama Szekspira.
W latach 2012–2016 związany był z Teatrem Studio w Warszawie, gdzie znajdował się w obsadzie między innymi takich sztuk jak: Anna Karenina Lwa Tołstoja, Sąd Ostateczny Ödöna von Horvátha czy Wichrowe Wzgórza Emily Brontë, za rolę w której (jako Edgar Linton) otrzymał wyróżnienie aktorskie na 53. Kaliskich Spotkaniach Teatralnych. Rok później, podczas 54. Kaliskich Spotkań Teatralnych wraz z zespołem spektaklu Dwoje biednych Rumunów mówiących po polsku otrzymał Grand Prix tego festiwalu.
Związany jest również z innymi scenami, m.in. Teatrem Komedia w Warszawie (gdzie zagrał tytułową rolę w musicalu Zorro), Teatrem Studio Buffo w Warszawie (Cohen i Nohavica, reż. Marian Opania) i Teatrem Muzycznym Capitol we Wrocławiu (Trzej muszkieterowie, reż. Kon).

## Kariera muzyczna

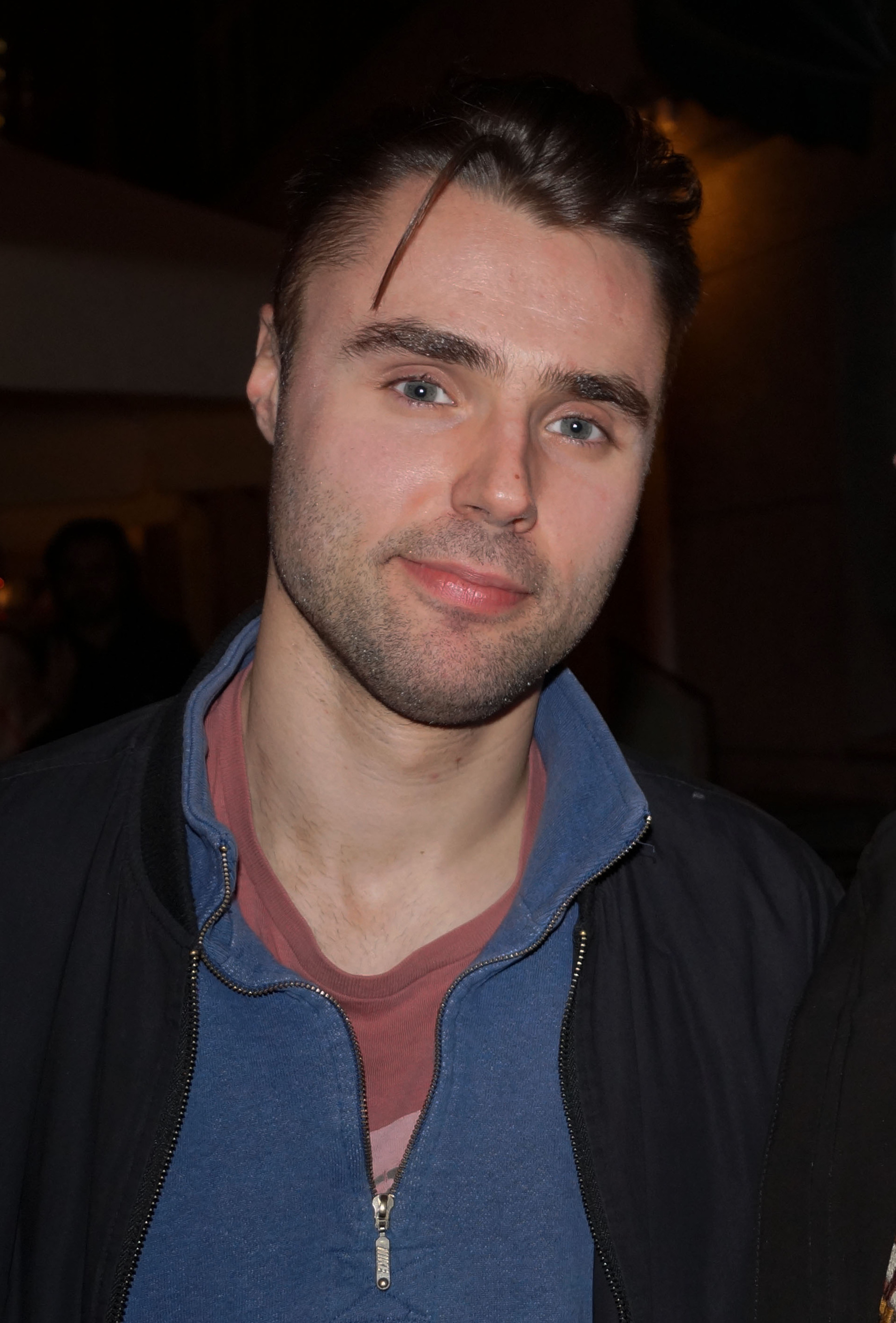
Marcin Januszkiewicz (2016)

Był solistą w bełchatowskim chórze Schola Cantorum Gospel Choir im. Piotra Kudyby. W 2009 wystąpił w spektaklu muzycznym O’Malley’s Bar opartym na tekstach piosenek Nicka Cave’a, Toma Waitsa i Rolanda Topora, który stworzył we współpracy z Natalią Sikorą i Jackiem Belerem. Za spektakl otrzymał główną nagrodę w Nurcie Off na 30. PPA we Wrocławiu.
W 2011 wziął udział w 14. konkursie Pamiętajmy o Osieckiej, na którym zdobył nagrodę publiczności w ramach koncertu finalistów w Leśniczówce Pranie oraz nagrodę jury i publiczności w ramach koncertu laureatów za wykonanie utworów „Wybacz Mamasza” i „Cyrk Nocą”. W 2012 odebrał pierwszą nagrodę za wykonanie utworu „Wybacz Mamasza” w 16. krajowym konkursie OFPA 2012, a także zdobył wyróżnienie od jury oraz nagrodę dziennikarzy Tukan Dziennikarzy na 33. Przeglądzie Piosenki Aktorskiej we Wrocławiu oraz wystąpił z piosenką „Na kulawej naszej barce” w konkursie SuperDebiutów podczas 50. Krajowego Festiwalu Piosenki Polskiej w Opolu.
21 września 2015 ukazał się singiel Piotra Rubika „Miłość to słowa dwa”, który Januszkiewicz wykonał z Agnieszką Przekupień. 26 września 2015 wziął udział w koncercie Pieśni szczęścia, który odbył się na Kadzielni w Kielcach. Zapis z tego koncertu został wydany jako album muzyczny, którego premiera odbyła się 20 listopada. W 2016 wystąpił w oratorium Piotra Rubika i Zbigniewa Książka „Z Powodu Mojego imienia”. W tym samym roku premierę miał jego autorski musical Liżę twoje serce (reż. Agnieszka Glińska), do którego muzykę i teksty stworzył  z Mariuszem Obijalskim.
W październiku 2017 nakładem Wydawnictwa Luna Music wydał debiutancki album studyjny pt. Osiecka po męsku, na który nagrał utwory z tekstami Agnieszki Osieckiej. W 2018 nagrał singiel „Pół na pół”, który stworzył z Piotrem Rubikiem. W 2023 premierę miał musical Depesze z piosenkami zespołu Depeche Mode, w którym gra główną rolę. Tego samego roku zajął trzecie miejsce w finale 19. edycji programu rozrywkowego Polsatu Twoja twarz brzmi znajomo.
Oprócz kariery solowej komponuje i pisze teksty piosenek, jest m.in. autorem utworów Natalii Szroeder (Wszystko), Dawida Kwiatkowskiego (Afraid) czy Margaret (Nie chcę). Jest także jednym z wokalistów zespołu Café Majonez.

## Filmografia
Opracowano na podstawie materiału źródłowego.
| Rok        | Tytuł             | Rola                        | Uwagi                                                  |
| ---------- | ----------------- | --------------------------- | ------------------------------------------------------ |
| 2013       | Na dobre i na złe | Hubert                      | odc. 539                                               |
| 2016       | Na Wspólnej       | Łukasz Antczak              | odc. 2227, 2232, 2235, 2243, 2248                      |
| 2016       | Wszystko gra      | członek zespołu kameralnego |                                                        |
| 2019, 2022 | Ojciec Mateusz    | Łukasz Kniaź / Igor         | odc. 266, 356                                          |
| 2020       | Archiwista        | Patryk Kossak               | odc. 9                                                 |
| 2020       | Ludzie i bogowie  | kripo                       | odc. 1                                                 |
| 2020       | Osiecka           | Jarosław Abramow-Newerly    | odc. 2–6, 8–9                                          |
| 2021       | Pierwsza miłość   | Lubomir                     | odc. 3245, 3248, 3253, 3257–3259, 3263–3264, 3267–3269 |
| 2022       | Mój dług          | Greg                        |                                                        |
| 2022       | Nieobecni         | Kuba Zakrzewski             | odc. 5,7,9–10                                          |
| 2022       | Brokat            | Jacek                       | odc. 6                                                 |
| 2023       | Warszawianka      | „Ganges”                    | odc. 1, 3–4, 6–7, 10–11                                |
| 2024       | Rojst. Millenium  | „Pepsi”                     | odc. 2, 4–6                                            |

## Dyskografia
- 2017: Osiecka po męsku
- 2020: Perfect Lady Pank

## Dubbing
- 2019: Król lew – dorosły Simba
- 2021: Cruella – Jeffrey

## Teatr
- 2009: O’Malley’s Bar, reż. Karolina Kolendowicz, Teatr Polonia w Warszawie
- 2009: Chopin w Ameryce, reż. Andrzej Strzelecki, Teatr Collegium Nobilium w Warszawie
- 2009: Bóg Mówi Słowo, reż. Jan Englert, Teatr Collegium Nobilium w Warszawie
- 2010: Dziady: Widma, reż. Karolina Kolendowicz, Teatr Collegium Nobilium w Warszawie
- 2010: Opowieści Lasku Wiedeńskiego, reż. Agnieszka Glińska, Teatr Collegium Nobilium w Warszawie
- 2010: To idzie młodość, reż. Maciej Englert, Teatr Współczesny w Warszawie
- 2010: Sztuka bez tytułu, reż Agnieszka Glińska, Teatr Współczesny w Warszawie
- 2011: Gran Operita, reż. Marcin Przybylski, Teatr Współczesny w Warszawie
- 2011: Porucznik z Inishmore, reż Maciej Englert, Teatr Współczesny w Warszawie
- 2011: Moralność pani Dulskiej, reż. Agnieszka Glińska, Teatr Współczesny w Warszawie
- 2012: Hamlet, reż. Maciej Englert, Teatr Współczesny w Warszawie
- 2012: Anna Karenina, reż. Paweł Szkotak, Teatr Studio w Warszawie
- 2012: Wichrowe Wzgórza, reż. Kuba Kowalski, Teatr Studio w Warszawie
- 2012: Sąd Ostateczny, reż. Agnieszka Glińska, Teatr Studio w Warszawie
- 2013: Dwoje biednych Rumunów mówiących po polsku, reż. Agnieszka Glińska, Teatr Studio w Warszawie
- 2013: Czarnobylska Modlitwa, reż. Joanna Szczepkowska, Teatr Studio w Warszawie
- 2013: Zorro, reż. Tomasz Dutkiewicz, Teatr Komedia w Warszawie
- 2013: Wiśniowy Sad, reż. Agnieszka Glińska, Teatr Studio w Warszawie
- 2014: Jak zostałam wiedźmą, reż. Agnieszka Glińska, Teatr Studio w Warszawie
- 2014: Cohen-Nohavica, reż. Marian Opania, Teatr Studio Buffo w Warszawie
- 2015: Trzej muszkieterowie, reż. Konrad Imiela, Teatr Muzyczny „Capitol” we Wrocławiu
- 2017: Dziecię Starego Miasta  reż. Cezary Studniak,  Teatr WARSawy
- 2017: Wesołe miasteczko reż. André Ochodlo, Teatr im.  A. Mickiewicza w Częstochowie
- 2018: Kanapka z człowiekiem  reż. Jerzy  Satanowski, Teatr Nowy w Poznaniu
- 2019: Nowy Jork. Prohibicja reż. Łukasz Czuj, Teatr Muzyczny „Roma” w Warszawie[16]
- 2020: Virtuoso  reż. Jerzy Jan Połoński, Teatr Muzyczny w Poznaniu[17]
- 2021: Kombinat reż. Wojciech Kościelniak, Teatr Muzyczny w Poznaniu[18]
- 2023: Depesze reż. Gieorgij Puchalski, Teatr Rampa w Warszawie[19]

## Nagrody i wyróżnienia
- 2004: wyróżnienie, 49. Ogólnopolski Konkurs Recytatorski kategoria "poezja śpiewana", Włocławek
- 2009: główna nagroda w Nurcie OFF, 30. Przegląd Piosenki Aktorskiej we Wrocławiu za O’Malley’s Bar (wraz z Natalią Sikorą i Jackiem Belerem)
- 2011: I nagroda publiczności, koncert finalistów, 14. konkurs Pamiętajmy o Osieckiej w Leśniczówce Pranie
- 2011: nagroda publiczności, koncert laureatów, 14. konkurs Pamiętajmy o Osieckiej w Sopockim Teatrze Atelier im. Agnieszki Osieckiej
- 2011: I nagroda jury, koncert laureatów, 14. konkurs Pamiętajmy o Osieckiej w Sopockim Teatrze Atelier im. Agnieszki Osieckiej
- 2011: I nagroda jury, koncert laureatów, 14. konkurs Pamiętajmy o Osieckiej w warszawskim Teatrze Roma
- 2012: wyróżnienie jury, 33. Przegląd Piosenki Aktorskiej we Wrocławiu
- 2012: I nagroda dziennikarzy "Tukan Dziennikarzy", 33. Przegląd Piosenki Aktorskiej we Wrocławiu
- 2012: I nagroda, 16. Ogólnopolski Festiwal Piosenki Artystycznej OFPA w Rybniku
- 2013: wyróżnienie aktorskie, 53. Kaliskie Spotkania Teatralne
- 2013: nagroda im. Tadeusza Łomnickiego przyznana przez Rektora Akademii Teatralnej za osiągnięcia artystyczne po ukończeniu studiów.
- 2013: nagroda główna gdyńskiego festiwalu R@Port za spektakl Dwoje biednych Rumunów mówiących po polsku
- 2014: Grand Prix 54. Kaliskich Spotkań Teatralnych za spektakl Dwoje biednych Rumunów mówiących po polsku
- 2017: Główna nagroda „Tukan” oraz  I nagroda dziennikarzy „Tukan Dziennikarzy”, 38. Przegląd Piosenki Aktorskiej we Wrocławiu